# Hermann Lötsch
Hermann Paul Lötsch (* 18. August 1880 in Annaberg; † 1943, vermutlich in Dresden) war ein deutscher Lehrer und erzgebirgischer Mundartdichter.

## Leben und Werk
Nach dem Schulbesuch wurde Lötsch zunächst Hilfslehrer in Geyer und Gelenau. Von 1904 bis 1905 studierte er in Grenoble und Paris und war danach als Lehrer in Annaberg, Altenberg, Eibenstock und Oelsnitz im Erzgebirge tätig. Ein weiteres Studium führte Lötsch nach Großbritannien und Frankreich. Im Anschluss war er als Diplom-Handelslehrer in Mainz tätig. 1919 kam er in gleicher Eigenschaft nach Lübeck an die Handelslehranstalt (Berufsschule) und wurde in den Lübeckischen Staatsverband aufgenommen. Lötsch war auch beeidigter Übersetzer der Französischen Sprache.
Zum 1. Dezember 1931 trat er der NSDAP bei (Mitgliedsnummer 853.316). Er wurde im März 1933 als Studienrat zum kommissarischen Leiter der Handelslehranstalt und zugleich mit Johannes Warncke zum Leiter der Volksbildungsstätte Lübeck eingesetzt. Im NSLB-Vorstand Kreis Lübeck war Lötsch Fachschaftsleiter für Berufs- und Facghschulen. Nach einem Eklat (Lötsch hatte bei einer Feier ein Sieg Heil nicht nur auf den Führer und Reichskanzler, sondern auch auf den neu erworbenen Flügel ausgebracht) wurde er Anfang 1934 entlassen. 1937 bewarb er sich um eine Anstellung bei der Klemisch'schen Handelsschule in Dresden.
Lötsch verfasste in seiner Freizeit mehrere Lieder, Gedichte und Erzählungen in der Mundart seiner erzgebirgischen Heimat. 1919 erschien eine Auswahl seiner Schriften. Zu seinem bekanntesten Werken zählt Der mitleidige Kassierer.